# Europäische Kolonisierung Amerikas

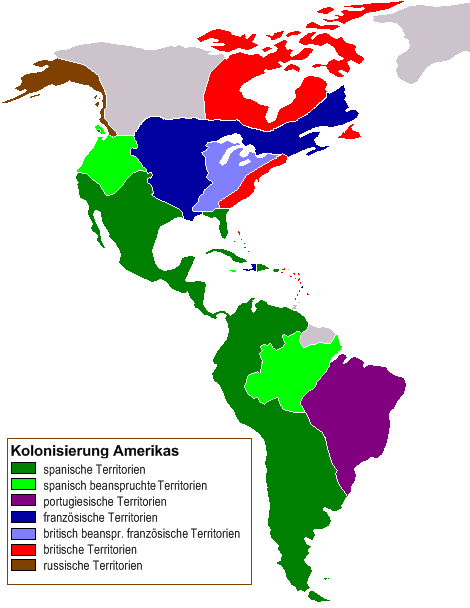
Karte der Territorien in Amerika, die 1750 von europäischen Großmächten beansprucht wurden

Die dauerhafte Kolonisierung Amerikas durch moderne Europäer beginnt mit der Ozeanüberquerung von Christoph Kolumbus im Jahr 1492. Schon um das Jahr 1000 n. Chr. wurde eine Besiedlung durch Skandinavier begonnen, später jedoch abgebrochen. Die erste Besiedlung Amerikas erfolgte vermutlich vor 10.000 bis 15.000 Jahren. Dabei ist umstritten, ob die prähistorische Clovis-Kultur ebenfalls europäischen Ursprungs war.

## Entdeckung Amerikas und erste Kolonisierungen
Die erste Phase neuzeitlicher europäischer Aktivitäten in dieser Region begann mit der Ozeanüberquerung von Christoph Kolumbus, von den katholischen Königen Kastiliens und Aragons (späteres Spanien) unterstützt, die – nichtahnend dass es den amerikanischen Doppelkontinent überhaupt gab – einen möglichen Seeweg nach Indien für wirtschaftlich interessant hielten. Der Errichtung erster karibischer Kolonien als Ausgangsbasen folgten ohne königliche Organisation die Eroberung des mittelamerikanischen Reiches der Azteken und des südamerikanischen Reiches der Inka durch weitgehend privat agierende Konquistadoren, deren Erfolge das spanische Imperium begründeten. Kolumbus folgten andere Entdecker, wie Giovanni Caboto, der, unterstützt von England, kam, um nach den Reichtümern zu suchen, die die Spanier gefunden hatten. Unter den nächsten Siedlern waren Giovanni da Verrazzano, unterstützt von Frankreich, und nach einigen deutschen Quellen Didrik Pining und der möglicherweise mythische Pole Johannes Scolvus, der von Dänemark unterstützt worden sein soll.
Angeregt durch die Unterwerfung der Azteken, Inkas und anderer indigener Völker im 16. Jahrhundert erwarteten die ersten Engländer dasselbe, als sie ihre erste Siedlung in Jamestown (Virginia) errichteten. Der Hauptzweck dieser Kolonie war die Hoffnung auf das Finden von Gold oder die Möglichkeit (oder Unmöglichkeit) des Auffindens einer Passage durch Amerika nach Indien. Es brauchte einige starke Führer wie John Smith, um die Kolonisten von Jamestown zu überzeugen, dass nicht die Suche nach Gold ihr Grundbedürfnis sein durfte und dass „der, der nicht arbeite, auch nicht essen solle.“ (Das ist ein Gebot aus dem Neuen Testament.)
Insgesamt gab es zu Beginn der kolonialen Periode wegen seiner möglichen Reichtümer einen starken Drang nach Amerika zu kommen, tatsächlich waren diese Reichtümer jedoch dünn gesät. Es gab keinen bestimmten Grund für die Siedler, England zu verlassen; nur die überwältigende Aussicht auf extremen Reichtum und die beginnende Verfolgung von Katholiken nach der Annahme des Protestantismus als Staatsreligion. Obwohl der Erfolg dieser Versuche, Reichtümer anzuhäufen, ausblieb, führten sie zu den ersten festen europäischen Siedlungen in den heutigen Vereinigten Staaten.
Den Ozeanüberquerungen folgten, insbesondere im Fall von Spanien, eine Phase der Eroberung: die Spanier, die gerade die Reconquista gegen die Mauren auf der Iberischen Halbinsel gewonnen hatten, ersetzten die lokalen amerikanischen Oligarchien und führten zwangsweise eine neue Religion ein: das Christentum. Europäische Krankheiten und grausame Zwangsarbeit (die Haziendas und die Bergbauindustrie) dezimierten die Ureinwohner Amerikas. Schwarze Sklaven wurden eingeführt, um die Ureinwohner Amerikas zu ersetzen. Auf der anderen Seite erzwangen die Spanier nicht im gleichen Maße die Einführung ihrer Sprache und die Katholische Kirche missionierte in den indianischen Sprachen Quechua, Nahuatl und Guaraní, trug so zu deren Verbreitung bei und stattete sie mit einer Schrift aus. Eine der ersten Schulen für Indianer wurde 1523 von Bruder Pedro de Gante gegründet.
Die Portugiesen wichen zu Gunsten einer extensiven Kolonisierung des Gebietes des heutigen Brasiliens von ihrem ursprünglichen Plan ab, nur Handelsposten aufzubauen und einigten sich mit Spanien im Vertrag von Tordesillas auf eine Grenzlinie.

## Religiöse Immigration
Andere Kolonisten-Gruppen kamen nach Amerika auf der Suche nach Asyl, um eine Religion ohne drohende Verfolgung zu praktizieren, oder auf der Suche nach einem Refugium, um eine neue und gottesfürchtigere Siedlung zu begründen, in der eine vollständige Übereinstimmung in theologischen Fragen gefunden werden konnte. Nach der protestantischen Reformation im 16. Jahrhundert und der neuen und anscheinend radikalen Doktrin des Calvinismus, begannen einige Europäer von ihren orthodoxen Wegen abzuweichen. Viele Kirchen und Konfessionen bildeten sich, was zu größeren Unstimmigkeiten und Spannungen zwischen den Europäern insgesamt führte. Scharfe Verfolgung setzte in einigen Gebieten ein, wie durch die Elisabethanischen Protestantischen Truppen im katholischen Irland. Aber es waren meist weniger drastische Umstände, die die Leute aus Europa trieben. Die Freiheit des unberührten Landes war für die attraktiv, die der Verfolgung entkommen wollten und mit Hilfe einer Charter hatten Gruppen das Recht auf das Land und das Recht so zu leben, wie es ihnen am besten erschien. Einige Kolonien wurden als Häfen für bestimmte religiöse Gruppen gegründet, während andere eine Zuflucht für jede Gruppe boten, die nach ihrer Art beten, glauben und leben wollte. Andere Siedlungen, wie Pennsylvania, wurden entworfen, um einen sicheren Hafen für bestimmte Gruppen zu garantieren (wie die Quäker), wurden aber auch für andere Konfessionen und eine komplette Religionsfreiheit geöffnet. Die Geschichten dieser erfolgreichen Kolonien überschatteten die Geschichten der amerikanischen Verfolgungen (wie den Fall von Anne Hutchinson) und lockten die leidenden Menschen aus der Alten Welt fort.

## Wirtschaftsimmigranten
Viele der anderen Immigranten der amerikanischen Kolonien kamen aus wirtschaftlichen Gründen. Von Beginn der englischen Besiedlung bis in die 1680er Jahre war der größte Teil der Immigranten vertraglich gebundene Arbeiter, die nach einem neuen Leben in den Überseekolonien suchten. Beispielsweise bildeten während des 17. Jahrhunderts vertraglich gebundene Arbeiter drei Viertel aller europäischen Immigranten der Chesapeake-Bay-Region. Die meisten der vertraglich gebundenen Arbeiter waren ursprünglich englische Landarbeiter, die wegen der Ausweitung der Viehwirtschaft von ihrem Land vertrieben worden waren. Diese unglückliche Wendung der Tatsachen diente als Motor für Hunderttausende (zumeist alleinstehende Männer), England zu verlassen. Es gab immerhin Hoffnung, weil amerikanische Landbesitzer Arbeiter brauchten und bereit waren, den Arbeitern die Überfahrt zu bezahlen, wenn diese mehrere Jahre bei ihnen arbeiteten. Diese Aussicht lockte viele alleinstehende, heimatlose Landarbeiter an, die nach einem Neubeginn und einer Möglichkeit suchten, in einem reichen Land der Armut zu entkommen. Das Leben dieser Angestellten war jedoch hart. Sie mussten zusehen, wie verfügbares Land von anderen übernommen wurde, während ihre Dienstzeit nur sehr langsam verging und die Arbeit immer beschwerlicher wurde. Außerdem konnten diese vielen Männer nicht genügend geeignete Frauen finden, um mit ihnen Familien zu gründen. Obgleich das Leben dieser vertraglich gebundenen Arbeiter hart war, stellten sie einen Großteil der nationalen Bevölkerung und für sie begann ein Aufstieg auf der sozialen Leiter.
In den britischen und französischen Regionen begann sich bald der Fokus von der Ressourcenausbeutung zum Handel mit den Indianern zu verschieben. Die Russen taten das gleiche an der Nordwestküste Nordamerikas (Russisch-Amerika). Nach dem Siebenjährigen Krieg erbeutete Großbritannien alle französischen Besitzungen in Nordamerika.

## Erzwungene Immigration
Sklaverei unter europäischer Herrschaft begann mit dem Import weißer europäischer Sklaven (oder vertraglich gebundener Arbeiter), gefolgt von der Versklavung von „Eingeborenen“ in der Karibik. Als die Urbevölkerung durch Krankheiten dezimiert worden war, wurde sie durch Afrikaner ersetzt, die mittels eines groß angelegten Sklavenhandels im Rahmen des atlantischen Dreieckshandels importiert wurden. Seit dem 18. Jahrhundert stellten Schwarze Sklaven den überwältigenden Anteil der Sklaven, während europäische und indianische Sklaven weniger üblich waren. Die Afrikaner, die auf Sklavenschiffen gebracht wurden, wurden von an der Küste ansässigen Stämmen aus ihren afrikanischen Heimatgebieten vertrieben und gefangen genommen und von Sklavenhändlern nach Amerika gebracht, die die an der Küste ansässigen Stämme mit Rum-Kegs bezahlten. Insgesamt wurden 400.000 Afrikaner als Sklaven nach Amerika gebracht.
Weiterführende Artikel zur Sklaverei in Amerika
- Sklaverei in den Vereinigten Staaten
- Chronologie der Sklaverei in den Vereinigten Staaten
- Sklaverei bei den Indianern Nordamerikas
- Sklaverei in Kanada